# مودونیو
مودونیو (به ایتالیایی: Modugno) یک کومونه در ایتالیا است که در استان باری واقع شده‌است.

## خصوصیات
مودونیو ۳۱۹ کیلومترمربع مساحت و ۳۹٬۰۱۷ نفر جمعیت دارد و ۷۶ متر بالاتر از سطح دریا واقع شده‌است.